# 9374 Sundre
9374 Sundre är en asteroid i huvudbältet som upptäcktes den 19 mars 1993 i samband med projektet UESAC. Den fick den preliminära beteckningen 1993 FJ46 och  namngavs senare efter Sundre kyrkby i Sundre socken på södra Gotland.
Sundres senaste periheliepassage skedde den 29 januari 2020.[Uppdatering behövs]